# والتر أبوت (لاعب كرة قدم أمريكية)
والتر أبوت (بالإنجليزية: Walter Abbott)‏ هو لاعب كرة قدم أمريكية أمريكي، ولد في عقد 1930 في Rumford, Maine ‏ في الولايات المتحدة.